# Aquilegia viridiflora
Aquilegia viridiflora là một loài thực vật có hoa trong họ Mao lương. Loài này được Pall. mô tả khoa học đầu tiên năm 1779.